# Guo Lei
Guo Lei (chiń. 郭磊; ur. 26 kwietnia 1982 w Baoding) – chiński judoka. Olimpijczyk z Pekinu 2008, gdzie zajął siedemnaste miejsce w kategorii 81 kg.
Brązowy medalista igrzysk azjatyckich w 2006 i mistrzostw Azji w 2009 roku.

## Letnie Igrzyska Olimpijskie 2008
| Konkurencja | Walki              | Walki                    | Klas. końcowa |
| Konkurencja | 1/16               | 1/8                      | Miejsce       |
| ----------- | ------------------ | ------------------------ | ------------- |
| 81 kg       | Fiderd Vis (ARU) W | Srđan Mrvaljević (MNE) P | XVII          |